# Римско-германские войны
Римско-германские войны — войны между цивилизованным Римом и германскими племенами, продолжавшиеся с конца II в. до н. э. вплоть до конца античного мира в конце V в. н. э. Завершилось уничтожением Римской Империи.
- Кимврская война (113—101 гг. до н. э.)
  - Битва при Норее 112 год до н. э.
  - Битва при Араузионе 105 год до н. э.
  - Битва при Аквах Секстиевых 102 год до н. э.
  - Битва при Верцеллах 101 год до н. э.
- Завоевание Германии Римом
  - Германские войны Августа 12 год до н. э.—12 год н. э.
    - Битва при Лупии 11 год до н. э.
    - Битва в Тевтобургском Лесу 9 год

  - Германские походы Германика 14—16 год
    - Битва на Везере 16 год

  - Германский поход Калигулы 39—40 года
- Маркоманская война II века
- Скифская война III века
- Римско-алеманнские войны
- Кризис III века
  - Битва при Абриттусе 251 год
  - Сражение при Медиолане 259 год
  - Битва при Бенакском озере 268 год
  - Битва при Найсуссе 269 год
  - Плаценция 271 год
  - Фано 271 год
  - Битва при Павии (271)
  - Сражение при Лингонах 298 год
  - Битва при Виндониссе 298 год
- Римско-германская война (356—360)
  - Битва при Ремах 356 год
  - Битва при Бротомаге 356 год
  - Осада Сенон 356 год
  - Битва при Страсбурге 357 год
  - Операция римских вспомогательных войск против алеманнов на островах Рейна 357 год
  - Битва при Аргенторате 357 год
- Битва при Каталаунах 367 год
- Битва при Солициниуме 367 год
- Готская война (367—369)
- Готская война (377—382)
  - Битва при Аргентарии 378 год
  - Макрианополь (377)
  - Салиций (377)
  - Адрианополь (378)
  - Адрианопольская битва (378)
  - Сирмий (380)
  - Фессалоники (380)
- Римско-везеготские войны
  - Битва при Полленции 402 год
  - Битва при Вероне 403 год
  - Захват Рима готами (410 год)
  - Битва при Нарбонне (436)
  - Битва при Толозе 439 год